# Irina Muraviova
Irina Vadímovna Muraviova (Ирина Вадимовна Муравьёва, Moscú el 8 de febrero de 1949) es una actriz rusa. 
Terminó sus estudios en la escuela de arte dramático anexa al Teatro Central Infantil en 1970. Desde esa fecha y hasta el 1977 fue artista del Teatro Central Dramático; desde 1977 hasta 1993 trabajó en el Teatro Moscoviet y desde esa época hasta hoy día en el Pequeño Teatro, todos de Moscú.
Recibió el Premio Estatal de la URSS en 1981 por su participación en la película Moscú no cree en lágrimas y es Artista Popular de Rusia desde 1994.

## Filmografía
- El primer amor (1995)
- La historia de Odessa en anécdotas (1994)
- Merengue al chocolate (1993)
- Esa mujer en la ventana... (1993)
- Tartufo (1992)
- Nuevo Odeón (1992)
- La gran trampa (1992)
- La benevolencia del soberano  (1992)
- Cuando se llega con retardo al casamiento (1991)
- Nuestro extraño encuentro (1990)
- El mujeriego (1990)
- Ruf (1989)
- La actriz de Gribova (1988)
- El año del ternero (1986)
- La más adorable y atrayente (1985)
- La copia increíble (1984)
- Nosotros, los abajo firmantes (1981)
- ¡Manos arriba! (1981)
- Carnaval (1981)
- Tú debes vivir (1980)
- Caza al zorro (1980)
- Moscú no cree en lágrimas (1979)
- Dueña (1978)
- Quiero ser ministro (1977)
- ¡Qué cosa es nuestra vida! (1975)
- Iván y Colombina (1975)
- Asesinato al puro estilo inglés (1974)
- Episodio de juventud (1973)